# Madum Sø
Madum Sø är en sjö i Danmark. Den ligger i Region Nordjylland, i den norra delen av landet. Madum Sø ligger 36 meter över havet. Den sträcker sig 1,9 kilometer i nord-sydlig riktning, och 1,8 kilometer i öst-västlig riktning och arean är 1,7 kvadratkilometer. 

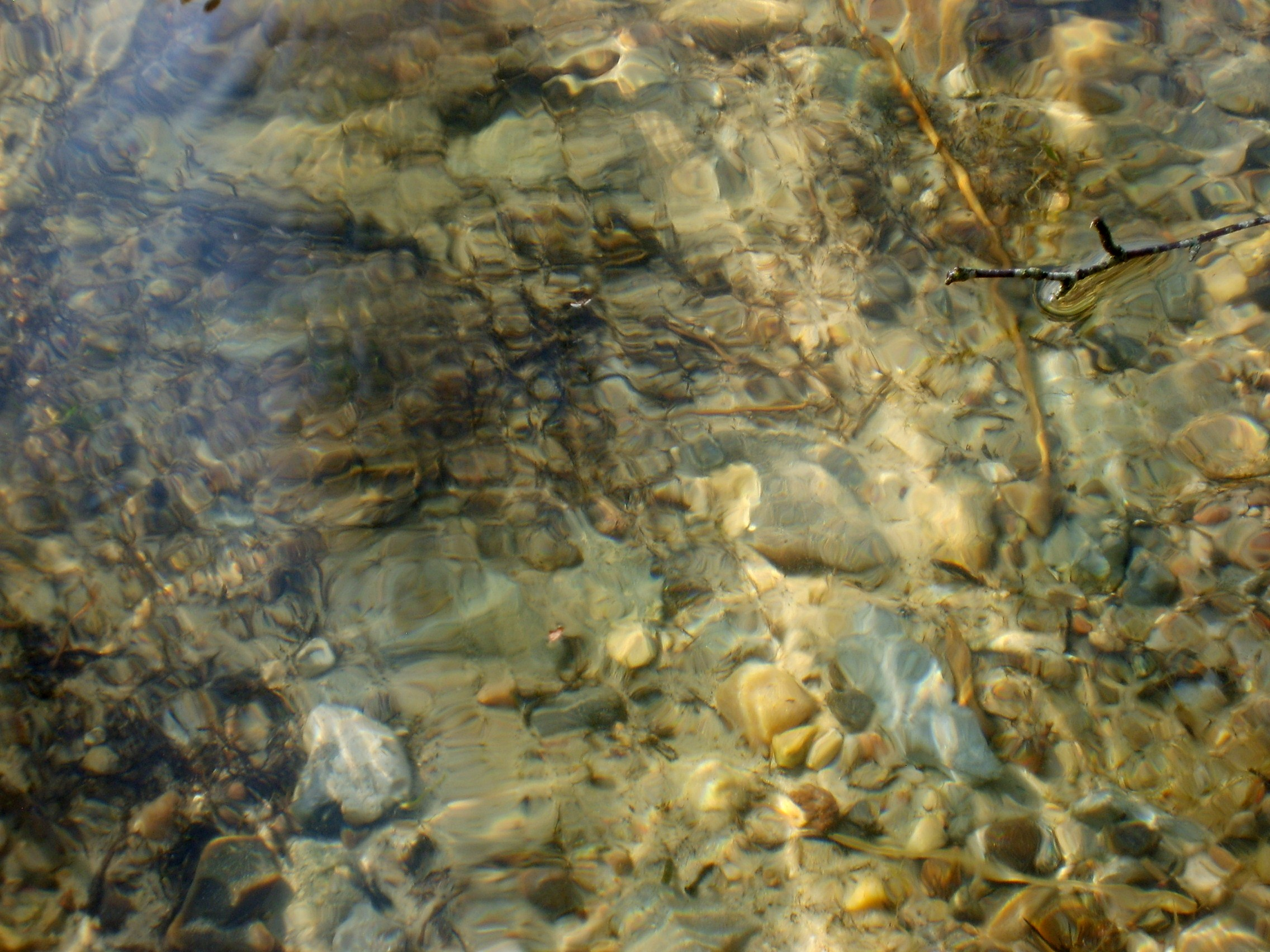
Vattnet i Madum Sø är kristallklart.

Den högsta punkten i närheten är 74 meter över havet, 1,1 km sydväst om Madum Sø. Omgivningarna runt sjön är en mosaik av jordbruksmark och naturlig växtlighet. Madum sø ingår i Natura 2000 området Rold Skov, Lindenborg Ådal og Madum Sø. 